# Tornei di tennis femminili nel 1951
Prima della nascita del WTA Tour, ossia l'apertura alle tenniste professioniste dei tornei che prima di quell'anno erano riservati alle tenniste dilettanti, tutti gli eventi più importanti erano amatoriali, tra questi c'erano i tornei del Grande Slam: gli Australian Championships, gli Internazionali di Francia, il Torneo di Wimbledon e gli U.S. National Championships.

## Gennaio
| Settimana  | Torneo                                                                               | Vincitore                             | Finalista                                  | Semifinalisti | Eliminati ai quarti |
| ---------- | ------------------------------------------------------------------------------------ | ------------------------------------- | ------------------------------------------ | ------------- | ------------------- |
| 1º gennaio | South Australian Championships 1951 Adelaide, Australia Singolare - Doppio           | Pam Southcombe 6-4 2-6 6-4            | Nell Hopman                                |               |                     |
| 1º gennaio | South Australian Championships 1951 Adelaide, Australia Singolare - Doppio           | Carmen Borelli Pam Southcombe 6-4 8-6 | Ellis Mance                                |               |                     |
| 2 gennaio  | Cumberland Championships 1951 Sydney, Australia Singolare - Doppio                   | Joyce Fitch 7-5 6-2                   | Beryl Penrose Collier                      |               |                     |
| 2 gennaio  | Cumberland Championships 1951 Sydney, Australia Singolare - Doppio                   |                                       |                                            |               |                     |
| 6 gennaio  | Sydney Manly Seaside Championships 1951 Sydney, Australia Singolare - Doppio         | Joyce Fitch 1-6 6-3 6-2               | Thelma Coyne                               |               |                     |
| 6 gennaio  | Sydney Manly Seaside Championships 1951 Sydney, Australia Singolare - Doppio         |                                       |                                            |               |                     |
| 7 gennaio  | All India Hard Court Championships 1951 Bombay, India Terra rossa Singolare - Doppio | Dorothy Knode-Head 6-3 7-5            | Rita Anderson                              |               |                     |
| 7 gennaio  | All India Hard Court Championships 1951 Bombay, India Terra rossa Singolare - Doppio |                                       |                                            |               |                     |
| 7 gennaio  | Dixie Championships 1951 Tampa, USA Terra rossa Singolare - Doppio                   | Beverly Baker-Fleitz 6-3 6-4          | Shirley Fry                                |               |                     |
| 7 gennaio  | Dixie Championships 1951 Tampa, USA Terra rossa Singolare - Doppio                   | Shirley Fry Doris Hart 6-2 6-1        | Beverly Baker-Fleitz Laura Lou Jahn Kunnen |               |                     |
| 21 gennaio | Florida State Championships 1951 Orlando, USA Singolare - Doppio                     | Shirley Fry 6-3 6-3                   | Beverly Baker-Fleitz                       |               |                     |
| 21 gennaio | Florida State Championships 1951 Orlando, USA Singolare - Doppio                     |                                       |                                            |               |                     |
| 28 gennaio | Scandanavian Covered Court Championships 1951 Helsinki, Finlandia Singolare - Doppio | Bibbi Gullbrandsson-Sanden 6-1 7-5    | Kay Tuckey                                 |               |                     |
| 28 gennaio | Scandanavian Covered Court Championships 1951 Helsinki, Finlandia Singolare - Doppio |                                       |                                            |               |                     |
| 28 gennaio | South Florida Championships 1951 West Palm Beach, USA Singolare - Doppio             | Beverly Baker-Fleitz 6-4 6-4          | Shirley Fry                                |               |                     |
| 28 gennaio | South Florida Championships 1951 West Palm Beach, USA Singolare - Doppio             |                                       |                                            |               |                     |
| 30 gennaio | Australian Championships 1951 Sydney, Australia Erba Singolare - Doppio              | Nancy Wynne 6-1 7-5                   | Thelma Coyne                               |               |                     |
| 30 gennaio | Australian Championships 1951 Sydney, Australia Erba Singolare - Doppio              | Thelma Coyne Nancy Wynne 6-2, 6-1     | Mary Bevis-Hawton Joyce Fitch              |               |                     |

## Febbraio
| Settimana   | Torneo                                                                            | Vincitore                              | Finalista                                        | Semifinalisti | Eliminati ai quarti |
| ----------- | --------------------------------------------------------------------------------- | -------------------------------------- | ------------------------------------------------ | ------------- | ------------------- |
| 4 febbraio  | Cuban Championships 1951 L'Avana, Cuba Singolare - Doppio                         | Doris Hart 6-4 8-6                     | Beverly Baker-Fleitz                             |               |                     |
| 4 febbraio  | Cuban Championships 1951 L'Avana, Cuba Singolare - Doppio                         | Shirley Fry Doris Hart 6-0 6-2         | Marta Barnett Josefina Piedra                    |               |                     |
| 10 febbraio | New Zealand Championships 1951 Auckland, Nuova Zelanda Singolare - Doppio         | Judy Burke 6-2 6-3                     | MacGibbon                                        |               |                     |
| 10 febbraio | New Zealand Championships 1951 Auckland, Nuova Zelanda Singolare - Doppio         | Elaine Becroft Judy Burke              |                                                  |               |                     |
| 10 febbraio | Jamaica Championships 1951 Kingston, Giamaica Singolare - Doppio                  | Althea Gibson 5-7 6-4 6-4              | Betty Rosenquest Pratt                           |               |                     |
| 10 febbraio | Jamaica Championships 1951 Kingston, Giamaica Singolare - Doppio                  |                                        |                                                  |               |                     |
| 10 febbraio | Northern Suburbs Championships 1951 Sydney, Australia Singolare - Doppio          | Esme Ashford 1-6 6-1 6-4               | Beryl Penrose Collier                            |               |                     |
| 10 febbraio | Northern Suburbs Championships 1951 Sydney, Australia Singolare - Doppio          |                                        |                                                  |               |                     |
| 12 febbraio | Palm Springs Invitational 1951 Palm Springs, USA Cemento Singolare - Doppio       | Maureen Connolly 6-1 6-3               | Helen Perez                                      |               |                     |
| 12 febbraio | Palm Springs Invitational 1951 Palm Springs, USA Cemento Singolare - Doppio       |                                        |                                                  |               |                     |
| 18 febbraio | Franch Covered Court Championships 1951 Parigi, Francia Indoor Singolare - Doppio | Jean Rinkel-Quertier 6-3 1-6 8-6       | Joan Curry                                       |               |                     |
| 18 febbraio | Franch Covered Court Championships 1951 Parigi, Francia Indoor Singolare - Doppio |                                        |                                                  |               |                     |
| 24 febbraio | US Indoors 1951 New York, USA Indoor Singolare - Doppio                           | Nancy Chaffee Kiner 6-4 6-4            | Beverly Baker-Fleitz                             |               |                     |
| 24 febbraio | US Indoors 1951 New York, USA Indoor Singolare - Doppio                           | Midge Buck Nancy Chaffee Kiner 6-4 6-2 | Barbara Scofield-Davidson Betty Rosenquest Pratt |               |                     |
| 25 febbraio | Italian Riviera Championships 1951 Sanremo, Italia Terra rossa Singolare - Doppio | Doris Hart 7-5 6-1                     | Annalisa Bossi                                   |               |                     |
| 25 febbraio | Italian Riviera Championships 1951 Sanremo, Italia Terra rossa Singolare - Doppio |                                        |                                                  |               |                     |

## Marzo
| Settimana | Torneo                                                                                               | Vincitore                                                   | Finalista                                    | Semifinalisti | Eliminati ai quarti |
| --------- | --- | ----------------------------------------------------------- | -------------------------------------------- | ------------- | ------------------- |
| 4 marzo   | Tennis ai I Giochi panamericani Buenos Aires, Argentina Singolare - Doppio                           | Maria Teran de Weiss 6-2 6-1                                | Felisa Piedrola de Zappa                     |               |                     |
| 4 marzo   | Tennis ai I Giochi panamericani Buenos Aires, Argentina Singolare - Doppio                           | Maria Teran de Weiss Felisa Piedrola de Zappa 6-1 6-3       | Hilde Heyn Melita Ramirez                    |               |                     |
| 4 marzo   | Tennis ai I Giochi panamericani Buenos Aires, Argentina Singolare - Doppio                           | Doppio misto: Melita Ramirez Gustavo Palafox 6-4 6-4        | Felisa Piedrola de Zappa Enrique Morea       |               |                     |
| 4 marzo   | Bermuda International Championships 1951 Hamilton, Bermuda Singolare - Doppio                        | Beverly Baker-Fleitz 9-7 7-5                                | Barbara Scofield-Davidson                    |               |                     |
| 4 marzo   | Bermuda International Championships 1951 Hamilton, Bermuda Singolare - Doppio                        | Beverly Baker Barbara Scofield 13-11 1-6 7-5                | Marjorie Gladman Buck Betty Rosenquest Pratt |               |                     |
| 4 marzo   | Bermuda International Championships 1951 Hamilton, Bermuda Singolare - Doppio                        | Doppio misto: Betty Rosenquest Pratt Vic Seixas 6-4 5-7 6-4 | Marjorie Gladman Buck Main                   |               |                     |
| 11 marzo  | Egyptian International Cairo Championships 1951 Il Cairo, Egitto Terra rossa Singolare - Doppio      | Shirley Fry 6-3 6-4                                         | Louise Brough                                |               |                     |
| 11 marzo  | Egyptian International Cairo Championships 1951 Il Cairo, Egitto Terra rossa Singolare - Doppio      | Shirley Fry Doris Hart 5-7 6-3 6-1                          | Rita Anderson Drobny Louise Brough           |               |                     |
| 11 marzo  | Egyptian International Cairo Championships 1951 Il Cairo, Egitto Terra rossa Singolare - Doppio      | Doppio misto: Doris Hart Jaroslav Drobny 6-2 6-1            | Louise Brough Felicisimo Ampon               |               |                     |
| 11 marzo  | Coral Beach Invitation 1951 Hamilton, Bermuda Singolare - Doppio                                     | Beverly Baker-Fleitz 4-6 6-4 6-2                            | Betty Rosenquest Pratt                       |               |                     |
| 11 marzo  | Coral Beach Invitation 1951 Hamilton, Bermuda Singolare - Doppio                                     | Marjorie Gladman Buck Betty Rosenquest Pratt 3-6 6-2 6-4    | Lois Felix Katharine Hubbell                 |               |                     |
| 11 marzo  | Coral Beach Invitation 1951 Hamilton, Bermuda Singolare - Doppio                                     | Doppio misto: Beverly Baker Straight Clark 6-3 3-1 ritiro   | Betty Rosenquest Pratt Hal Burrows           |               |                     |
| 17 marzo  | Southdean Covered Court Championships 1951 Southdean, Gran Bretagna Singolare - Doppio               | Angela Mortimer 6-2 6-4                                     | Gay Chandler                                 |               |                     |
| 17 marzo  | Southdean Covered Court Championships 1951 Southdean, Gran Bretagna Singolare - Doppio               |                                                             |                                              |               |                     |
| 18 marzo  | Torneo di Beaulieu 1951 Cannes, Francia Singolare - Doppio                                           | Thelma Coyne 6-3 7-5                                        | Joan Curry                                   |               |                     |
| 18 marzo  | Torneo di Beaulieu 1951 Cannes, Francia Singolare - Doppio                                           |                                                             |                                              |               |                     |
| 18 marzo  | Melbourne Cricket Club Tournament Albert Park 1951 Melbourne, Australia Singolare - Doppio           | Joyce Fitch 6-4 3-6 6-3                                     | Mary Bevis-Hawton                            |               |                     |
| 18 marzo  | Melbourne Cricket Club Tournament Albert Park 1951 Melbourne, Australia Singolare - Doppio           | Nell Hopman Esme Ashford 6-1 4-6 6-3                        | Joyce Fitch Mary Bevis-Hawton                |               |                     |
| 19 marzo  | La Jolla Beach Invitation 1951 La Jolla, USA Cemento Singolare - Doppio                              | Maureen Connolly 6-3 6-4                                    | Mary Arnold Prentiss                         |               |                     |
| 19 marzo  | La Jolla Beach Invitation 1951 La Jolla, USA Cemento Singolare - Doppio                              | Barbara Kimbrell Julia Sampson                              | Mary Arnold Prentiss Pat Yeomans             |               |                     |
| 19 marzo  | La Jolla Beach Invitation 1951 La Jolla, USA Cemento Singolare - Doppio                              | Doppio misto: Maureen Connolly Ted Schroeder                | Mary Arnold Prentiss Ed Kauder               |               |                     |
| 24 marzo  | Darling Downs Championships 1951 Toowoomba, Australia Singolare - Doppio                             | Lavina Singleton Mills 6-2 6-2                              | Edith Niemeyer Finney                        |               |                     |
| 24 marzo  | Darling Downs Championships 1951 Toowoomba, Australia Singolare - Doppio                             |                                                             |                                              |               |                     |
| 25 marzo  | Egyptian International Alexandria Championships 1951 Alessandria d'Egitto, Egitto Singolare - Doppio | Doris Hart 7-5 6-2                                          | Louise Brough                                |               |                     |
| 25 marzo  | Egyptian International Alexandria Championships 1951 Alessandria d'Egitto, Egitto Singolare - Doppio | Shirley Fry Doris Hart 6-2 6-3                              | Louise Brough Dorothy Knode-Head             |               |                     |
| 25 marzo  | Egyptian International Alexandria Championships 1951 Alessandria d'Egitto, Egitto Singolare - Doppio | Doppio misto: Doris Hart Irvin Dorfmann 6-3 6-4             | Shirley Fry Robert Abdessalam                |               |                     |
| 27 marzo  | Geelong Easter Tournament 1951 Geelong, Australia Singolare - Doppio                                 | Beverly Mance Rae 6-1 6-1                                   | Pam Southcombe                               |               |                     |
| 27 marzo  | Geelong Easter Tournament 1951 Geelong, Australia Singolare - Doppio                                 |                                                             |                                              |               |                     |
| 27 marzo  | Western Australian Championships 1951 Perth, Australia Singolare - Doppio                            | Joan Ryan 6-2 0-6 6-3                                       | Bandy                                        |               |                     |
| 27 marzo  | Western Australian Championships 1951 Perth, Australia Singolare - Doppio                            | Joan Ryan Mrs Arcus 6-3 5-7 6-2                             | MacFarlane White Bandy                       |               |                     |
| 27 marzo  | Western Australian Championships 1951 Perth, Australia Singolare - Doppio                            | Doppio misto: K McGregor V MacFarlane White 6-3 5-7 6-4     | M Rose Joan Ryan                             |               |                     |
| 29 marzo  | Tally Ho! 1951 Birmingham, Gran Bretagna Terra rossa Singolare - Doppio                              | Jean Walker-Smith 6-1 6-4                                   | Kay Tuckey                                   |               |                     |
| 29 marzo  | Tally Ho! 1951 Birmingham, Gran Bretagna Terra rossa Singolare - Doppio                              | Joy Mottram Kay Tuckey 4-6 6-4 6-2                          | Pat Gotla Barbara Knapp                      |               |                     |
| 31 marzo  | Australian Hard Court Championships 1951 Launceston, Australia Singolare - Doppio                    | Joyce Fitch 4-6 7-5 6-1                                     | Beryl Penrose Collier                        |               |                     |
| 31 marzo  | Australian Hard Court Championships 1951 Launceston, Australia Singolare - Doppio                    | Joyce Fitch Nell Hopman 6-0 6-3                             | Bennett Beryl Penrose Collier                |               |                     |
| 31 marzo  | Australian Hard Court Championships 1951 Launceston, Australia Singolare - Doppio                    | Doppio misto: Frank Sedgman Joyce Fitch 6-2 6-0             | Don Candy Beryl Penrose Collier              |               |                     |

## Aprile
| Settimana | Torneo                                                                                 | Vincitore                                          | Finalista                        | Semifinalisti | Eliminati ai quarti |
| --------- | -------------------------------------------------------------------------------------- | -------------------------------------------------- | -------------------------------- | ------------- | ------------------- |
| aprile    | Southern Transvaal Championships 1951 Johannesburg, Sudafrica Singolare - Doppio       | Hazel Redick-Smith 8-6 6-2                         | Toots Watermeyer                 |               |                     |
| aprile    | Southern Transvaal Championships 1951 Johannesburg, Sudafrica Singolare - Doppio       |                                                    |                                  |               |                     |
| aprile    | South African Championships 1951 Johannesburg, Sudafrica Singolare - Doppio            | Sheila Piercey Summers 8-6 2-6 7-5                 | Hazel Redick-Smith               |               |                     |
| aprile    | South African Championships 1951 Johannesburg, Sudafrica Singolare - Doppio            |                                                    |                                  |               |                     |
| 1º aprile | Monte Carlo Cup 1951 Monte Carlo, Monte Carlo Singolare - Doppio                       | Doris Hart 6-3 6-3                                 | Shirley Fry                      |               |                     |
| 1º aprile | Monte Carlo Cup 1951 Monte Carlo, Monte Carlo Singolare - Doppio                       | Shirley Fry Doris Hart 6-0 9-7                     | Colette Boegner Maud Galtier     |               |                     |
| 2 aprile  | Good Neighbor Tournament 1951 Miami, USA Singolare - Doppio                            | Althea Gibson 6-4 6-2                              | Betty Rosenquest Pratt           |               |                     |
| 2 aprile  | Good Neighbor Tournament 1951 Miami, USA Singolare - Doppio                            | Betty Rosenquest Pratt Rhoda Hopkins 6-4 6-2       | Althea Gibson Suzanne Herr       |               |                     |
| 8 aprile  | Nice Lawn Tennis Club Championships 1951 Nizza, Francia Terra rossa Singolare - Doppio | Doris Hart 4-6 6-3 6-3                             | Shirley Fry                      |               |                     |
| 8 aprile  | Nice Lawn Tennis Club Championships 1951 Nizza, Francia Terra rossa Singolare - Doppio | Shirley Fry Doris Hart 6-2 7-5                     | Rita Anderson Drobny Joan Curry  |               |                     |
| 9 aprile  | Eastern Suburb Hard Court Championships 1951 Sydney, Australia Singolare - Doppio      | Joyce Fitch 6-3 6-3                                | Esme Ashford                     |               |                     |
| 9 aprile  | Eastern Suburb Hard Court Championships 1951 Sydney, Australia Singolare - Doppio      |                                                    |                                  |               |                     |
| 14 aprile | Rothmans Connaught Championships 1951 Connaught, Gran Bretagna Singolare - Doppio      | Kay Tuckey 6-4 6-4                                 | Joy Mottram                      |               |                     |
| 14 aprile | Rothmans Connaught Championships 1951 Connaught, Gran Bretagna Singolare - Doppio      | Joy Mottram Kay Tuckey 6-4 6-1                     | Brighton Lukies                  |               |                     |
| 16 aprile | Torneo di Peeble Beach 1951 Pebble Beach, USA Cemento Singolare - Doppio               | Maureen Connolly 7-5 5-7 6-4                       | Nancy Chaffee Kiner              |               |                     |
| 16 aprile | Torneo di Peeble Beach 1951 Pebble Beach, USA Cemento Singolare - Doppio               |                                                    |                                  |               |                     |
| 16 aprile | Internazionali d'Italia 1951 Roma, Italia Terra rossa Singolare - Doppio               | Doris Hart 6-3 8-6                                 | Shirley Fry                      |               |                     |
| 16 aprile | Internazionali d'Italia 1951 Roma, Italia Terra rossa Singolare - Doppio               | Shirley Fry Doris Hart 6-1 7-5                     | Louise Brough Thelma Coyne       |               |                     |
| 21 aprile | Campionati Internazionali di Sicilia 1951 Palermo, Italia Singolare - Doppio           | Doris Hart 15-13 1-6 6-4                           | Shirley Fry                      |               |                     |
| 21 aprile | Campionati Internazionali di Sicilia 1951 Palermo, Italia Singolare - Doppio           | Shirley Fry Doris Hart 7-5 3-6 7-5                 | Nelly Landry Anne-Marie Seghers  |               |                     |
| 21 aprile | Campionati Internazionali di Sicilia 1951 Palermo, Italia Singolare - Doppio           | Doppio misto: Shirley Fry Felicisimo Ampon 6-4 6-2 | Beverly Baker Hal Burrows        |               |                     |
| 21 aprile | Cumberland Hard Court Championships 1951 Cumberland, Gran Bretagna Singolare - Doppio  | Nancy Wynne 4-6 6-2 6-4                            | Susan Partridge                  |               |                     |
| 21 aprile | Cumberland Hard Court Championships 1951 Cumberland, Gran Bretagna Singolare - Doppio  | Joy Mottram Jean Rinkel-Quertier 6-2 6-4           | Rosemary Bulleid Angela Mortimer |               |                     |
| 22 aprile | Carlton Club Championships 1951 Cannes, Francia Singolare - Doppio                     | Helga Strecker 6-1 6-4                             | Helena Matous                    |               |                     |
| 22 aprile | Carlton Club Championships 1951 Cannes, Francia Singolare - Doppio                     |                                                    |                                  |               |                     |
| 23 aprile | River Oaks International Tennis Tournament 1951 Houston, USA Singolare - Doppio        | Gladys Heldman 10-8 8-6                            | Ethel Norton                     |               |                     |
| 23 aprile | River Oaks International Tennis Tournament 1951 Houston, USA Singolare - Doppio        |                                                    |                                  |               |                     |
| 29 aprile | Ojai Valley Championships 1951 Ojai, USA Cemento Singolare - Doppio                    | Maureen Connolly 6-2 3-6 10-8                      | Nancy Chaffee Kiner              |               |                     |
| 29 aprile | Ojai Valley Championships 1951 Ojai, USA Cemento Singolare - Doppio                    |                                                    |                                  |               |                     |
| 29 aprile | Paris International Championships 1951 Parigi, Francia Singolare - Doppio              | Doris Hart 9-7 6-0                                 | Shirley Fry                      |               |                     |
| 29 aprile | Paris International Championships 1951 Parigi, Francia Singolare - Doppio              | Shirley Fry Doris Hart 6-3 6-4                     | Nelly Landry Anne-Marie Seghers  |               |                     |
| 29 aprile | Paris International Championships 1951 Parigi, Francia Singolare - Doppio              | Doppio misto: Nelly Landry Budge Patty 6-2 6-4     | Thelma Long Marcel Bernard       |               |                     |
| 29 aprile | Northern California Championships 1951 San Francisco, USA Cemento Singolare - Doppio   | Virginia Wolfenden Kovacs 1-6 6-1 6-1              | Nancy Miller                     |               |                     |
| 29 aprile | Northern California Championships 1951 San Francisco, USA Cemento Singolare - Doppio   |                                                    |                                  |               |                     |
| 30 aprile | Wide Bay Tennis Championships 1951 Bundaberg, Australia Singolare - Doppio             | G. Blair 6-3 6-0                                   | Nugent                           |               |                     |
| 30 aprile | Wide Bay Tennis Championships 1951 Bundaberg, Australia Singolare - Doppio             |                                                    |                                  |               |                     |
| 30 aprile | North Queensland Championships 1951 Cairns, Australia Singolare - Doppio               | Mawdsley 6-2 6-3                                   | Grigg                            |               |                     |
| 30 aprile | North Queensland Championships 1951 Cairns, Australia Singolare - Doppio               |                                                    |                                  |               |                     |
| 30 aprile | Maroochy Tennis Championships 1951 Nambour, Australia Singolare - Doppio               | Edith Niemeyer Finney 6-3 4-6 7-5                  | Lavina Singleton Mills           |               |                     |
| 30 aprile | Maroochy Tennis Championships 1951 Nambour, Australia Singolare - Doppio               |                                                    |                                  |               |                     |

## Maggio
| Settimana | Torneo                                                                              | Vincitore                                                                      | Finalista                               | Semifinalisti | Eliminati ai quarti |
| --------- | ----------------------------------------------------------------------------------- | ------------------------------------------------------------------------------ | --------------------------------------- | ------------- | ------------------- |
| maggio    | California State Championships 1951 Berkeley, USA Singolare - Doppio                | Anita Kanter 6-3 6-3                                                           | Arvilla McGuire                         |               |                     |
| maggio    | California State Championships 1951 Berkeley, USA Singolare - Doppio                |                                                                                |                                         |               |                     |
| 5 maggio  | British Hard Court Championships 1951 Bournemouth, Gran Bretagna Singolare - Doppio | Doris Hart 6-4 8-6                                                             | Jean Walker-Smith                       |               |                     |
| 5 maggio  | British Hard Court Championships 1951 Bournemouth, Gran Bretagna Singolare - Doppio | Shirley Fry Doris Hart 3-6 6-3 6-3                                             | Thelma Coyne Nancy Wynne                |               |                     |
| 6 maggio  | Wiesbaden Championships 1951 Wiesbaden, Germania Singolare - Doppio                 | Margaret Osborne 7-5 6-4                                                       | Margarete von Gerlach                   |               |                     |
| 6 maggio  | Wiesbaden Championships 1951 Wiesbaden, Germania Singolare - Doppio                 | Louise Brough Margaret Osborne 6-2 6-1                                         | Margarete von Gerlach Minni Hein Müller |               |                     |
| 12 maggio | Berlin Championships 1951 Berlino, Germania Singolare - Doppio                      | Thelma Coyne 6-4 6-3                                                           | Margaret Osborne                        |               |                     |
| 12 maggio | Berlin Championships 1951 Berlino, Germania Singolare - Doppio                      | Shirley Fry Doris Hart 6-2 4-6 6-4                                             | Louise Brough Margaret duPont           |               |                     |
| 12 maggio | Berlin Championships 1951 Berlino, Germania Singolare - Doppio                      | Doppio misto: Margaret duPont Lenart Bergelin 3-7 9-7 (lancio di una monetina) | Doris Hart Sven Davidsoon               |               |                     |
| 12 maggio | London Hard Court Championships 1951 Hurlingham, Gran Bretagna Singolare - Doppio   | Beverly Baker-Fleitz 6-4 5-7 7-5                                               | Kay Tuckey                              |               |                     |
| 12 maggio | London Hard Court Championships 1951 Hurlingham, Gran Bretagna Singolare - Doppio   |                                                                                |                                         |               |                     |
| 12 maggio | Southern California Championships 1951 Los Angeles, USA Singolare - Doppio          | Maureen Connolly 3-6 6-3 6-4                                                   | Nancy Chaffee Kiner                     |               |                     |
| 12 maggio | Southern California Championships 1951 Los Angeles, USA Singolare - Doppio          | Pat Canning Todd Dorothy Bundy Cheney 7-5 7-9 6-4                              | Barbara Kimbrell Julia Sampson          |               |                     |
| 12 maggio | Southern California Championships 1951 Los Angeles, USA Singolare - Doppio          | Doppio misto: Maureen Connolly Herb Flam 6-2 6-2                               | Dorothy Bundy Cheney Vincent Fotre      |               |                     |
| 19 maggio | Guildford Hard Court Championships 1951 Guildford, Gran Bretagna Singolare - Doppio | Jean Walker-Smith 6-2 6-3                                                      | Angela Mortimer                         |               |                     |
| 19 maggio | Guildford Hard Court Championships 1951 Guildford, Gran Bretagna Singolare - Doppio | Pat Ward-Hales R. Woodgate 7-5 1-6 6-4                                         | Jean Walker-Smith Walter                |               |                     |
| 19 maggio | Hamburg Championships 1951 Amburgo, Germania Singolare - Doppio                     | Shirley Fry 7-5 3-6 6-4                                                        | Doris Hart                              |               |                     |
| 19 maggio | Hamburg Championships 1951 Amburgo, Germania Singolare - Doppio                     |                                                                                |                                         |               |                     |
| 19 maggio | Harrogate Hard Court Championships 1951 Harrogate, Gran Bretagna Singolare - Doppio | Barbara Bartlett 6-0 6-1                                                       | Georgie Woodgate                        |               |                     |
| 19 maggio | Harrogate Hard Court Championships 1951 Harrogate, Gran Bretagna Singolare - Doppio |                                                                                |                                         |               |                     |
| 19 maggio | The Priory 1951 Birmingham, Gran Bretagna Singolare - Doppio                        | Beverly Baker-Fleitz 4-6 6-4 6-2                                               | Nancy Wynne                             |               |                     |
| 19 maggio | The Priory 1951 Birmingham, Gran Bretagna Singolare - Doppio                        |                                                                                |                                         |               |                     |

## Giugno
| Settimana | Torneo                                                                                | Vincitore                                                   | Finalista                                        | Semifinalisti | Eliminati ai quarti |
| --------- | ------------------------------------------------------------------------------------- | ----------------------------------------------------------- | ------------------------------------------------ | ------------- | ------------------- |
| 1º giugno | River Plate Championships 1951 Buenos Aires, Argentina Terra rossa Singolare - Doppio | Felisa Piedrola de Zappa 9-7 7-5                            | Elena Lehmann                                    |               |                     |
| 1º giugno | River Plate Championships 1951 Buenos Aires, Argentina Terra rossa Singolare - Doppio | Nora Bonifacino-Somoza Felisa Piedrola de Zappa 6-2 6-3     | Livetti Obarrio                                  |               |                     |
| 2 giugno  | New England Championships 1951 Hartford, USA Singolare - Doppio                       | Kay Hubbell 6-0 8-6                                         | Rhoda Hopkins                                    |               |                     |
| 2 giugno  | New England Championships 1951 Hartford, USA Singolare - Doppio                       |                                                             |                                                  |               |                     |
| 2 giugno  | Surrey Championships 1951 Surbiton, Gran Bretagna Singolare - Doppio                  | Helen Fletcher 6-3 6-1                                      | Joan Curry                                       |               |                     |
| 2 giugno  | Surrey Championships 1951 Surbiton, Gran Bretagna Singolare - Doppio                  |                                                             |                                                  |               |                     |
| 4 giugno  | Internazionali di Francia 1951 Parigi, Francia Terra rossa Singolare - Doppio         | Shirley Fry 6-3 3-6 6-3                                     | Doris Hart                                       |               |                     |
| 4 giugno  | Internazionali di Francia 1951 Parigi, Francia Terra rossa Singolare - Doppio         | Shirley Fry Doris Hart 10-8, 6-3                            | Beryl Bartlett Barbara Scofield-Davidson         |               |                     |
| 9 giugno  | Northern Championships 1951 Manchester, Gran Bretagna Erba Singolare - Doppio         | Doris Hart 8-6 6-3                                          | Beverly Baker-Fleitz                             |               |                     |
| 9 giugno  | Northern Championships 1951 Manchester, Gran Bretagna Erba Singolare - Doppio         | Shirley Fry Doris Hart 6-0 6-2                              | Betty Rosenquest Pratt Barbara Scofield-Davidson |               |                     |
| 9 giugno  | Northern Championships 1951 Manchester, Gran Bretagna Erba Singolare - Doppio         | Doppio misto: Beverly Baker-Fleitz Hal Burrows 6-2 3-6 6-3  | Althea Gibson Narath Kumar                       |               |                     |
| 11 giugno | Victorian Hard Court Championships 1951 Melbourne, Australia Singolare - Doppio       | Pam Southcombe 6-8 6-2 6-4                                  | Beverly Mance Rae                                |               |                     |
| 11 giugno | Victorian Hard Court Championships 1951 Melbourne, Australia Singolare - Doppio       | B McIntyre Pam Southcombe 61 36 (posticipata)               | Mrs. L Robertson Crieghton                       |               |                     |
| 11 giugno | Victorian Hard Court Championships 1951 Melbourne, Australia Singolare - Doppio       | Doppio misto: Rex Hartwig M Wallis                          | Ken Rosewall B McIntyre                          |               |                     |
| 11 giugno | Dutch International Championships 1951 Noordwijk, Paesi Bassi Singolare - Doppio      | Jean Rinkel-Quertier 6-2 3-6 6-2                            | Woodgate                                         |               |                     |
| 11 giugno | Dutch International Championships 1951 Noordwijk, Paesi Bassi Singolare - Doppio      |                                                             |                                                  |               |                     |
| 11 giugno | Torneo di Oslo 1951 Oslo, Norvegia Singolare - Doppio                                 | Nancy Wynne 6-2 6-4                                         | Laila Schou-Nilsen                               |               |                     |
| 11 giugno | Torneo di Oslo 1951 Oslo, Norvegia Singolare - Doppio                                 |                                                             |                                                  |               |                     |
| 16 giugno | Kent Championships 1951 Beckenham, Gran Bretagna Singolare - Doppio                   | Betty Rosenquest Pratt 4-6 7-5 6-1                          | Barbara Scofield-Davidson                        |               |                     |
| 16 giugno | Kent Championships 1951 Beckenham, Gran Bretagna Singolare - Doppio                   | Peggy Dawson Scott Wilford                                  | Susan Partridge Anne Shilcock                    |               |                     |
| 16 giugno | Kent Championships 1951 Beckenham, Gran Bretagna Singolare - Doppio                   | Doppio misto: Betty Rosenquest Pratt Ham Richardson 6-2 6-0 | Althea Gibson Narendra Nath                      |               |                     |
| 16 giugno | West of England Championships 1951 Bristol, Gran Bretagna Erba Singolare - Doppio     | Beverly Baker-Fleitz 6-3 6-3                                | Beryl Bartlett                                   |               |                     |
| 16 giugno | West of England Championships 1951 Bristol, Gran Bretagna Erba Singolare - Doppio     | Rosemary Bulleid Angela Mortimer 6-3 1-6 7-5                | Eyre White                                       |               |                     |
| 16 giugno | West of England Championships 1951 Bristol, Gran Bretagna Erba Singolare - Doppio     | Doppio misto: Beverly Baker-Fleitz Hal Burrows              | Beryl Bartlett Straight Clark                    |               |                     |
| 17 giugno | Austrian International Championships 1951 Vienna, Austria Singolare - Doppio          | Helga Strecker 6-2 7-5                                      | Lucia Manfredi                                   |               |                     |
| 17 giugno | Austrian International Championships 1951 Vienna, Austria Singolare - Doppio          |                                                             |                                                  |               |                     |
| 23 giugno | Queen's Club Championships 1951 Londra, Gran Bretagna Erba Singolare - Doppio         | Shirley Fry 6-3 8-6                                         | Nancy Chaffee Kiner                              |               |                     |
| 23 giugno | Queen's Club Championships 1951 Londra, Gran Bretagna Erba Singolare - Doppio         | Shirley Fry Doris Hart 3-6 6-1 6-3                          | Margaret Osborne Nancy Wynne                     |               |                     |
| 23 giugno | Queen's Club Championships 1951 Londra, Gran Bretagna Erba Singolare - Doppio         | Doppio misto: Beryl Bartlett Nigel Cockburn 9-7 6-1         | Margot Gordon Don Candy                          |               |                     |

## Luglio
| Settimana | Torneo                                                                                | Vincitore                                              | Finalista                       | Semifinalisti | Eliminati ai quarti |
| --------- | ------------------------------------------------------------------------------------- | ------------------------------------------------------ | ------------------------------- | ------------- | ------------------- |
| luglio    | Swedish International Hard Court Championships 1951 Båstad, Svezia Singolare - Doppio | Nancy Wynne 6-3 6-1                                    | Solveig Gustafsson              |               |                     |
| luglio    | Swedish International Hard Court Championships 1951 Båstad, Svezia Singolare - Doppio |                                                        |                                 |               |                     |
| luglio    | Natal Championships 1951 Durban, Sudafrica Singolare - Doppio                         | Stevens 7-5 6-3                                        | Adair                           |               |                     |
| luglio    | Natal Championships 1951 Durban, Sudafrica Singolare - Doppio                         |                                                        |                                 |               |                     |
| luglio    | Canadian Championships 1951 Toronto, Canada Singolare - Doppio                        | Lucille Davidson 8-6 6-1                               | Pat Lowe                        |               |                     |
| luglio    | Canadian Championships 1951 Toronto, Canada Singolare - Doppio                        | Lucille Davidson Doris Popple 7-5, 6-3                 | Mary Hernando Joan Johnson      |               |                     |
| 2 luglio  | US Hard Court Championships 1951 La Jolla, USA Singolare - Doppio                     | Patricia Todd 6-1 6-4                                  | Anita Kanter                    |               |                     |
| 2 luglio  | US Hard Court Championships 1951 La Jolla, USA Singolare - Doppio                     |                                                        |                                 |               |                     |
| 4 luglio  | Torneo di Wimbledon Plate 1951 Wimbledon, Gran Bretagna Erba Singolare - Doppio       | Barbara Bartlett                                       | Georgie Woodgate                |               |                     |
| 4 luglio  | Torneo di Wimbledon Plate 1951 Wimbledon, Gran Bretagna Erba Singolare - Doppio       |                                                        |                                 |               |                     |
| 4 luglio  | Torneo di Wimbledon 1951 Londra, Gran Bretagna Erba Singolare - Doppio                | Doris Hart 6-1 6-0                                     | Shirley Fry                     |               |                     |
| 4 luglio  | Torneo di Wimbledon 1951 Londra, Gran Bretagna Erba Singolare - Doppio                | Shirley Fry Doris Hart 6-3, 13-11                      | Louise Brough Margaret Osborne  |               |                     |
| 7 luglio  | Tri-State Championships 1951 Cincinnati, USA Singolare - Doppio                       | Patricia Todd 6-3 6-4                                  | Magda Rurac                     |               |                     |
| 7 luglio  | Tri-State Championships 1951 Cincinnati, USA Singolare - Doppio                       | Patricia Canning Todd Dorothy Head 6-2, 6-3            | Magda Rurac Sue Herr            |               |                     |
| 7 luglio  | Torneo di Dortmund 1951 Dortmund, Germania Singolare - Doppio                         | Althea Gibson 6-3 6-2                                  | Hanna Kozeluh                   |               |                     |
| 7 luglio  | Torneo di Dortmund 1951 Dortmund, Germania Singolare - Doppio                         |                                                        |                                 |               |                     |
| 14 luglio | Midland Counties Championships 1951 Edgbaston, Gran Bretagna Singolare - Doppio       | Doris Hart 4-6 6-2 7-5                                 | Shirley Fry                     |               |                     |
| 14 luglio | Midland Counties Championships 1951 Edgbaston, Gran Bretagna Singolare - Doppio       | Shirley Fry Doris Hart 6-2 6-0                         | Freda Hammersley Barbara Knapp  |               |                     |
| 14 luglio | US Clay Court Championships 1951 Chicago, USA Terra rossa Singolare - Doppio          | Dorothy Knode-Head 4-6 6-2 6-2                         | Patricia Todd                   |               |                     |
| 14 luglio | US Clay Court Championships 1951 Chicago, USA Terra rossa Singolare - Doppio          | Magda Rurac Patricia Todd 3-6 6-2 6-2                  | Dorothy Knode-Head Anita Kanter |               |                     |
| 14 luglio | Nottinghamshire Championships 1951 Nottingham, Gran Bretagna Singolare - Doppio       | Beryl Bartlett 6-4 6-2                                 | Althea Gibson                   |               |                     |
| 14 luglio | Nottinghamshire Championships 1951 Nottingham, Gran Bretagna Singolare - Doppio       |                                                        |                                 |               |                     |
| 14 luglio | Irish Championships 1951 Dublino, Irlanda Singolare - Doppio                          | Betty Lombard 6-2 6-3                                  | Arvilla McGuire                 |               |                     |
| 14 luglio | Irish Championships 1951 Dublino, Irlanda Singolare - Doppio                          |                                                        |                                 |               |                     |
| 15 luglio | Torneo di Velbert 1951 Velbert, Germania Singolare - Doppio                           | Louise Brough 6-2 4-6 6-0                              | Margaret Osborne                |               |                     |
| 15 luglio | Torneo di Velbert 1951 Velbert, Germania Singolare - Doppio                           |                                                        |                                 |               |                     |
| 21 luglio | Western Championships 1951 Chicago, USA Singolare - Doppio                            | Toby Greenberg 6-1 3-6 6-1                             | Jeanne Arth                     |               |                     |
| 21 luglio | Western Championships 1951 Chicago, USA Singolare - Doppio                            |                                                        |                                 |               |                     |
| 21 luglio | Essex Championships 1951 Frinton, Gran Bretagna Singolare - Doppio                    | Althea Gibson 6-2 6-0                                  | Arvilla McGuire                 |               |                     |
| 21 luglio | Essex Championships 1951 Frinton, Gran Bretagna Singolare - Doppio                    | Beryl Bartlett Wilford 3-6 6-2 6-2                     | Althea Gibson Arvilla McGuire   |               |                     |
| 21 luglio | Essex Championships 1951 Frinton, Gran Bretagna Singolare - Doppio                    | Doppio misto: Althea Gibson Don Candy 6-3 6-3          | Arvilla McGuire Kurt Nielson    |               |                     |
| 21 luglio | Welsh Championships 1951 Newport, Gran Bretagna Singolare - Doppio                    | Angela Mortimer 6-3 2-6 6-2                            | Lorna Cornell                   |               |                     |
| 21 luglio | Welsh Championships 1951 Newport, Gran Bretagna Singolare - Doppio                    |                                                        |                                 |               |                     |
| 22 luglio | Queensland Hard Court Championships 1951 Ipswich, Australia Singolare - Doppio        | Mills 6-4 4-6 6-0                                      | Edith Niemeyer Finney           |               |                     |
| 22 luglio | Queensland Hard Court Championships 1951 Ipswich, Australia Singolare - Doppio        | Mills Edith Niemeyer Finney 6-3 6-4                    | D Nugent Burrows                |               |                     |
| 22 luglio | Queensland Hard Court Championships 1951 Ipswich, Australia Singolare - Doppio        | Doppio misto: I Ayre Edith Niemeyer Finney 6-4 4-6 8-6 | B Green L Mills                 |               |                     |
| 22 luglio | Swiss International Championships 1951 Lucerna, Svizzera Singolare - Doppio           | Nancy Wynne 3-6 6-2 6-1                                | Barbara Scofield-Davidson       |               |                     |
| 22 luglio | Swiss International Championships 1951 Lucerna, Svizzera Singolare - Doppio           |                                                        |                                 |               |                     |
| 23 luglio | Pennsylvania Lawn Tennis Championship 1951 Haverford, USA Singolare - Doppio          | Maureen Connolly 7-5 4-6 7-5                           | Betty Rosenquest Pratt          |               |                     |
| 23 luglio | Pennsylvania Lawn Tennis Championship 1951 Haverford, USA Singolare - Doppio          | Betty Rosenquest Pratt Patricia Todd 6-3 6-2           | Midge Buck Maureen Connolly     |               |                     |
| 29 luglio | Cologne International 1951 Colonia, Germania Singolare - Doppio                       | Maria Teran de Weiss 6-1 6-3                           | Hanna Kozeluh                   |               |                     |
| 29 luglio | Cologne International 1951 Colonia, Germania Singolare - Doppio                       |                                                        |                                 |               |                     |
| 29 luglio | Maidstone Invitation 1951 East Hampton, USA Singolare - Doppio                        | Patricia Todd 6-4 6-1                                  | Beverly Baker-Fleitz            |               |                     |
| 29 luglio | Maidstone Invitation 1951 East Hampton, USA Singolare - Doppio                        | Betty Rosenquest Pratt Patricia Todd 6-4 6-4           | Dottie Head Nancy Morrison      |               |                     |

## Agosto
| Settimana | Torneo                                                                              | Vincitore                                      | Finalista                          | Semifinalisti | Eliminati ai quarti |
| --------- | ----------------------------------------------------------------------------------- | ---------------------------------------------- | ---------------------------------- | ------------- | ------------------- |
| 4 agosto  | Northumberland Championships 1951 Newcastle, Gran Bretagna Singolare - Doppio       | Angela Mortimer 6-0 2-6 6-4                    | Woodgate                           |               |                     |
| 4 agosto  | Northumberland Championships 1951 Newcastle, Gran Bretagna Singolare - Doppio       |                                                |                                    |               |                     |
| 5 agosto  | Eastern Grass Court Championships 1951 Orange, USA Singolare - Doppio               | Patricia Todd 3-6 6-4 6-2                      | Maureen Connolly                   |               |                     |
| 5 agosto  | Eastern Grass Court Championships 1951 Orange, USA Singolare - Doppio               | Shirley Fry Doris Hart 6-0 6-1                 | Midge Buck Margaret Varner Bloss   |               |                     |
| 11 agosto | Hampshire Championships 1951 Bournemouth, Gran Bretagna Singolare - Doppio          | Angela Buxton titolo condiviso                 | Chapman                            |               |                     |
| 11 agosto | Hampshire Championships 1951 Bournemouth, Gran Bretagna Singolare - Doppio          | Eyre H. Uber titolo condiviso                  | V. Uber White                      |               |                     |
| 12 agosto | Essex County Championships 1951 Essex, USA Singolare - Doppio                       | Doris Hart 6-3 6-3                             | Shirley Fry                        |               |                     |
| 12 agosto | Essex County Championships 1951 Essex, USA Singolare - Doppio                       |                                                |                                    |               |                     |
| 12 agosto | German Championships 1951 Amburgo, Germania Singolare - Doppio                      | Nancy Wynne 6-3 6-3                            | Maria Teran de Weiss               |               |                     |
| 12 agosto | German Championships 1951 Amburgo, Germania Singolare - Doppio                      | Nancy Wynne Proctor 6-1 6-4                    | Bartlett Maria Teran de Weiss      |               |                     |
| 12 agosto | German Championships 1951 Amburgo, Germania Singolare - Doppio                      | Doppio misto: Nancy Wynne Jean Borotra 6-0 6-4 | Ladigues Huber                     |               |                     |
| 18 agosto | Torneo di Torquay 1951 Torquay, Gran Bretagna Singolare - Doppio                    | Angela Mortimer 6-2 6-1                        | Jennifer Middleton                 |               |                     |
| 18 agosto | Torneo di Torquay 1951 Torquay, Gran Bretagna Singolare - Doppio                    | Rosemary Bulleid Angela Mortimer 6-2 6-1       | Lucas Roberts                      |               |                     |
| 19 agosto | Torneo di Gympie 1951 Gympie, Australia Singolare - Doppio                          | Mary Schultz 6-4 6-1                           | Fay Muller                         |               |                     |
| 19 agosto | Torneo di Gympie 1951 Gympie, Australia Singolare - Doppio                          |                                                |                                    |               |                     |
| 19 agosto | Yugoslavian International Championships 1951 Abbazia, Jugoslavia Singolare - Doppio | Erika Vollmer 6-4 6-1                          | Marcia Crnadak                     |               |                     |
| 19 agosto | Yugoslavian International Championships 1951 Abbazia, Jugoslavia Singolare - Doppio |                                                |                                    |               |                     |
| 26 agosto | Istanbul International Championships 1951 Istanbul, Turchia Singolare - Doppio      | Nancy Wynne 4-6 6-3 6-2                        | Maria Teran de Weiss               |               |                     |
| 26 agosto | Istanbul International Championships 1951 Istanbul, Turchia Singolare - Doppio      | Beryl Bartlett Gem Hoahing 6-1 6-3             | Arvilla McGuire Jacqueline Patorni |               |                     |
| 26 agosto | Istanbul International Championships 1951 Istanbul, Turchia Singolare - Doppio      | Doppio misto: Nancy Wynne Iftiquar 6-3 6-4     | Beryl Bartlett Felicisimo Ampon    |               |                     |

## Settembre
| Settimana    | Torneo                                                                                 | Vincitore                                                  | Finalista                         | Semifinalisti | Eliminati ai quarti |
| ------------ | -------------------------------------------------------------------------------------- | ---------------------------------------------------------- | --------------------------------- | ------------- | ------------------- |
| 1º settembre | Torneo di Budleigh Salterton 1951 Budleigh Salterton, Gran Bretagna Singolare - Doppio | Angela Mortimer titolo condiviso                           | Phillips                          |               |                     |
| 1º settembre | Torneo di Budleigh Salterton 1951 Budleigh Salterton, Gran Bretagna Singolare - Doppio | Rosemary Bulleid Eyre titolo condiviso                     | Angela Mortimer White             |               |                     |
| 2 settembre  | Sydney Metropolitan Hard Court Championships 1951 Sydney, Australia Singolare - Doppio | Mary Bevis-Hawton 6-3 7-5                                  | Joyce Martin                      |               |                     |
| 2 settembre  | Sydney Metropolitan Hard Court Championships 1951 Sydney, Australia Singolare - Doppio | Mary Bevis-Hawton Dorn Fogarty 6-3 6-3                     | Joyce Martin J Doyle              |               |                     |
| 2 settembre  | Sydney Metropolitan Hard Court Championships 1951 Sydney, Australia Singolare - Doppio | Doppio misto: Sidwell Mary Bevis-Hawton 6-4 6-4            |                                   |               |                     |
| 7 settembre  | Eastern Mediterranean Championships 1951 Atene, Grecia Singolare - Doppio              | Nancy Wynne 4-6 6-3 6-1                                    | Maria Teran de Weiss              |               |                     |
| 7 settembre  | Eastern Mediterranean Championships 1951 Atene, Grecia Singolare - Doppio              |                                                            |                                   |               |                     |
| 10 settembre | New South Wales Hard Court Championships 1951 Dubbo, Australia Singolare - Doppio      | Mary Bevis-Hawton 6-2 6-3                                  | Esme Ashford                      |               |                     |
| 10 settembre | New South Wales Hard Court Championships 1951 Dubbo, Australia Singolare - Doppio      | Mary Bevis-Hawton Esme Ashford 6-2 6-1                     | Roy D Whittaker Young             |               |                     |
| 10 settembre | New South Wales Hard Court Championships 1951 Dubbo, Australia Singolare - Doppio      | Doppio misto: George Worthington Mary Bevis-Hawton 6-0 7-5 | K Walker Esme Ashford             |               |                     |
| 14 settembre | U.S. National Championships 1951 New York, USA Erba Singolare - Doppio                 | Maureen Connolly 6-3 1-6 6-4                               | Shirley Fry                       |               |                     |
| 14 settembre | U.S. National Championships 1951 New York, USA Erba Singolare - Doppio                 | Shirley Fry Doris Hart 6-4 6-2                             | Nancy Chaffee Kiner Patricia Todd |               |                     |
| 18 settembre | South of England Championships 1951 Eastbourne, Gran Bretagna Singolare - Doppio       | Jean Walker-Smith 6-2 6-2                                  | Angela Mortimer                   |               |                     |
| 18 settembre | South of England Championships 1951 Eastbourne, Gran Bretagna Singolare - Doppio       | Eyre White 6-4 6-1                                         | Georgie Woodgate R. Woodgate      |               |                     |
| 23 settembre | Torneo di Baden-Baden 1951 Baden-Baden, Germania Singolare - Doppio                    | Maria Teran de Weiss                                       | Hanna Kozeluh                     |               |                     |
| 23 settembre | Torneo di Baden-Baden 1951 Baden-Baden, Germania Singolare - Doppio                    |                                                            |                                   |               |                     |
| 23 settembre | Pacific Coast Championships 1951 Berkeley, USA Singolare - Doppio                      | Dorothy Knode-Head 13-11 4-6 6-0                           | Anita Kanter                      |               |                     |
| 23 settembre | Pacific Coast Championships 1951 Berkeley, USA Singolare - Doppio                      | Dorothy Knode-Head Janet Hopps Adkisson 6-2 6-3            | Helen Fletcher Pat Ward-Hales     |               |                     |
| 23 settembre | Pacific Southwest Championships 1951 Los Angeles, USA Singolare - Doppio               | Maureen Connolly 9-7 6-4                                   | Beverly Baker-Fleitz              |               |                     |
| 23 settembre | Pacific Southwest Championships 1951 Los Angeles, USA Singolare - Doppio               | Dorothy Bundy Cheney Gracyn Wheeler Kelleher 6-4 5-7 6-3   | Freen Mary Arnold Prentiss        |               |                     |
| 23 settembre | Pacific Southwest Championships 1951 Los Angeles, USA Singolare - Doppio               | Doppio misto: Maureen Connolly Ham Richardson              |                                   |               |                     |
| 29 settembre | Coupe Porée 1951 Parigi, Francia Singolare - Doppio                                    | Nelly Landry 8-10 6-4 7-5                                  | Zsuzsa Körmöczy                   |               |                     |
| 29 settembre | Coupe Porée 1951 Parigi, Francia Singolare - Doppio                                    |                                                            |                                   |               |                     |

## Ottobre
| Settimana  | Torneo                                                                                      | Vincitore                                         | Finalista                              | Semifinalisti | Eliminati ai quarti |
| ---------- | ------------------------------------------------------------------------------------------- | ------------------------------------------------- | -------------------------------------- | ------------- | ------------------- |
| 1º ottobre | ACT Championships 1951 Canberra, Australia Singolare - Doppio                               | G Sim 7-5 6-1                                     | Kay Newcombe                           |               |                     |
| 1º ottobre | ACT Championships 1951 Canberra, Australia Singolare - Doppio                               | A Crawley M Bragg 2-6 6-2 6-4                     | B Powell B Boag                        |               |                     |
| 1º ottobre | ACT Championships 1951 Canberra, Australia Singolare - Doppio                               | Doppio misto: Sidwell N Bragg 6-0 6-3             | R Scott J Edmondson                    |               |                     |
| 7 ottobre  | Pan American International Championships 1951 Città del Messico, Messico Singolare - Doppio | Dorothy Knode-Head 6-1 6-3                        | Anita Kanter                           |               |                     |
| 7 ottobre  | Pan American International Championships 1951 Città del Messico, Messico Singolare - Doppio | Melita Rameriez Maria Tapia de Roldan 2-6 7-5 9-7 | Dorothy Knode-Head Anita Kanter        |               |                     |
| 13 ottobre | British Covered Court Championships 1951 Londra, Gran Bretagna Singolare - Doppio           | Susan Partridge 6-4 6-4                           | Jean Walker-Smith                      |               |                     |
| 13 ottobre | British Covered Court Championships 1951 Londra, Gran Bretagna Singolare - Doppio           | Peggy Dawson Scott Betty Wilford                  | Jean Rinkel-Quertier Jean Walker-Smith |               |                     |
| 13 ottobre | British Covered Court Championships 1951 Londra, Gran Bretagna Singolare - Doppio           | Doppio misto: Jean Rinkel-Quertier Geoff Paish    |                                        |               |                     |
| 13 ottobre | Sydney Metropolitan Grass Court Championships 1951 Sydney, Australia Singolare - Doppio     | Esme Ashford 6-3 7-5                              | Mary Bevis-Hawton                      |               |                     |
| 13 ottobre | Sydney Metropolitan Grass Court Championships 1951 Sydney, Australia Singolare - Doppio     | Mary Bevis-Hawton Esme Ashford 6-3 6-2            | Dorn Fogarty Alison Hattersley         |               |                     |
| 13 ottobre | Sydney Metropolitan Grass Court Championships 1951 Sydney, Australia Singolare - Doppio     | Doppio misto: Sidwell Mary Bevis-Hawton 6-4 6-4   | George Worthington Dorn Fogarty        |               |                     |
| 14 ottobre | Florida West Coast Championships 1951 Saint Petersburg, USA Singolare - Doppio              | Doris Hart 6-4 2-6 6-0                            | Shirley Fry                            |               |                     |
| 14 ottobre | Florida West Coast Championships 1951 Saint Petersburg, USA Singolare - Doppio              | Shirley Fry Doris Hart                            | Baker Laura Lou Jahn Kunnen            |               |                     |

## Novembre
| Settimana   | Torneo                                                                                  | Vincitore                                              | Finalista                   | Semifinalisti | Eliminati ai quarti |
| ----------- | --------------------------------------------------------------------------------------- | ------------------------------------------------------ | --------------------------- | ------------- | ------------------- |
| 4 novembre  | Queensland Championships 1951 Brisbane, Australia Singolare - Doppio                    | Mills 1-6 6-3 6-2                                      | Edith Niemeyer Finney       |               |                     |
| 4 novembre  | Queensland Championships 1951 Brisbane, Australia Singolare - Doppio                    | Mary Schultz Fay Muller                                | Edith Niemeyer Finney Mills |               |                     |
| 4 novembre  | Queensland Championships 1951 Brisbane, Australia Singolare - Doppio                    | Doppio misto: Don Candy M Hardcastle                   | B Green L Mills             |               |                     |
| 10 novembre | Palace Hotel Covered Court Championships 1951 Torquay, Gran Bretagna Singolare - Doppio | Susan Partridge 6-4 6-3                                | Jean Walker-Smith           |               |                     |
| 10 novembre | Palace Hotel Covered Court Championships 1951 Torquay, Gran Bretagna Singolare - Doppio |                                                        |                             |               |                     |
| 18 novembre | Swiss Covered Court Championships 1951 Ginevra, Svizzera Singolare - Doppio             | Nelly Landry 6-4 7-5                                   | Susan Partridge             |               |                     |
| 18 novembre | Swiss Covered Court Championships 1951 Ginevra, Svizzera Singolare - Doppio             |                                                        |                             |               |                     |
| 25 novembre | New South Wales Championships 1951 Sydney, Australia Singolare - Doppio                 | Thelma Coyne 6-2 6-2                                   | Mary Bevis-Hawton           |               |                     |
| 25 novembre | New South Wales Championships 1951 Sydney, Australia Singolare - Doppio                 | Thelma Coyne Mary Bevis-Hawton 6-2 7-5                 | Esme Ashford V Ashford      |               |                     |
| 25 novembre | New South Wales Championships 1951 Sydney, Australia Singolare - Doppio                 | Doppio misto: George Worthington Thelma Coyne walkover | Don Candy Nell Hopman       |               |                     |
| 26 novembre | South American Championships 1951 Buenos Aires, Argentina Singolare - Doppio            | Elena Lehmann 6-3 2-6 6-3                              | Felisa Piedrola de Zappa    |               |                     |
| 26 novembre | South American Championships 1951 Buenos Aires, Argentina Singolare - Doppio            | Felisa Piedrola de Zappa Topalian 6-2 6-4              | Livetti Obarrio             |               |                     |

## Dicembre
| Settimana   | Torneo                                                                           | Vincitore                                 | Finalista                      | Semifinalisti | Eliminati ai quarti |
| ----------- | -------------------------------------------------------------------------------- | ----------------------------------------- | ------------------------------ | ------------- | ------------------- |
| dicembre    | Eastern Province Championships 1951 Port Elizabeth, Sudafrica Singolare - Doppio | Gwendy Love 6-3 6-4                       | Toots Watermeyer               |               |                     |
| dicembre    | Eastern Province Championships 1951 Port Elizabeth, Sudafrica Singolare - Doppio |                                           |                                |               |                     |
| 8 dicembre  | Victorian Championships 1951 Melbourne, Australia Singolare - Doppio             | Thelma Coyne 6-2 6-1                      | Mary Bevis-Hawton              |               |                     |
| 8 dicembre  | Victorian Championships 1951 Melbourne, Australia Singolare - Doppio             | Nell Hopman Beryl Penrose Collier         | Mary Bevis-Hawton Esme Ashford |               |                     |
| 8 dicembre  | Victorian Championships 1951 Melbourne, Australia Singolare - Doppio             | Doppio misto: Rex Hartwig Pam Southcombe  | George Worthington Thelma Long |               |                     |
| 28 dicembre | Royal South Yarra Tournament 1951 Melbourne, Australia Singolare - Doppio        | Pam Southcombe 7-5 7-5                    | Carmen Borelli                 |               |                     |
| 28 dicembre | Royal South Yarra Tournament 1951 Melbourne, Australia Singolare - Doppio        |                                           |                                |               |                     |
| 28 dicembre | Royal South Yarra Tournament 1951 Melbourne, Australia Singolare - Doppio        | Doppio misto: H Ellis N Ellis 3-6 6-4 7-5 | D Yates D McIntyre             |               |                     |